# Acher (motorfiets)
Acher was een Frans bedrijf dat vanaf 1926 motorfietsen produceerde.
De machines hadden twee naast elkaar liggende watergekoelde cilinders. De machine had een voor die tijd ongebruikelijk smeersysteem. Hoewel mengsmering de norm was had deze motorfiets al een door een wormas aangedreven oliepomp. De totale cilinderinhoud was 500 cc.